# Nick Ingels
Nick Ingels (Eeklo, 2 september 1984) is een voormalig Belgisch wielrenner. Hij begon zijn profcarrière in 2005 bij Bodysol-Win for Life-Jong Vlaanderen. In dat jaar won hij de Omloop Het Volk voor beloften.
Zijn debuut ging niet onopgemerkt voorbij, zodat hij in 2006 al overstapte naar Davitamon-Lotto.
Eind 2008 moet hij noodgedwongen stoppen met de professionele wielrennerij nadat er sinds september van dat jaar hartritmestoornissen werden vastgesteld.

## Belangrijkste overwinningen
2005
- Omloop Het Volk voor Beloften & elite zonder contract

## Belangrijkste ereplaatsen
2005
- 10e in Schaal Sels

2006
- 9e in de Ronde van Bochum
- 3e in GP Rudy Dhaenens
- 9e in Ronde van Qatar

## Resultaten in voornaamste wedstrijden
| Jaar | Gent-Wevelgem |
| ---- | ------------- |
| 2006 | 65e           |